# روي بينتو
روي بينتو (بالبرتغالية: Rui Fernando Silva Calapez Bento) (14 يناير 1972 شلب البرتغال - ) هو لاعب كرة قدم برتغالي، شارك في الألعاب الأولمبية الصيفية 1996.

## روابط خارجية
- روي بينتو على موقع الاتحاد الدولي (مؤرشف)  (الإنجليزية)
- روي بينتو على موقع قاعدة بيانات كرة القدم.إي يو (الإنجليزية)
- روي بينتو على موقع ناشيونال فوتبول تيمز (الإنجليزية)
- روي بينتو على موقع عالم كرة القدم.نت (الإنجليزية)
- روي بينتو على موقع أوليمبيديا (الإنجليزية)